# Ditale

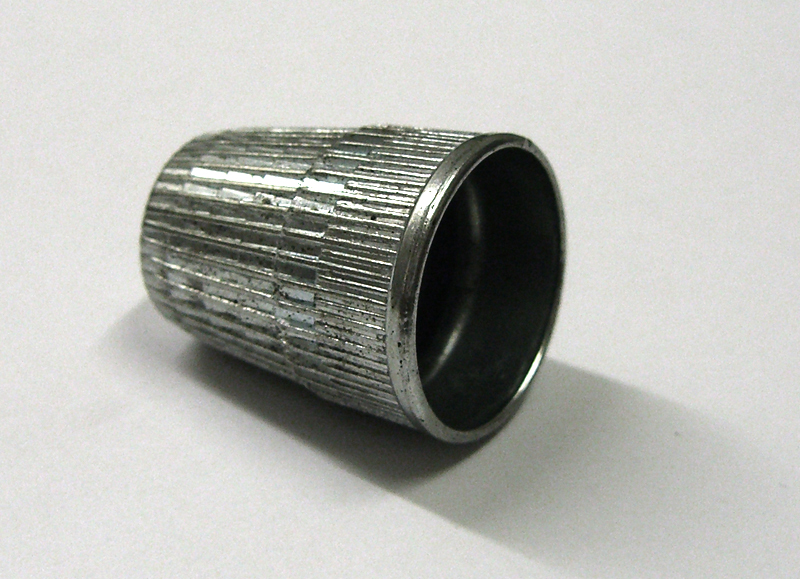
Ditale

Il ditale è un piccolo oggetto usato per proteggere le dita mentre si cuce.
Si infila sul dito medio o indice e lo si usa per spingere la cruna dell'ago attraverso gli strati del materiale da cucire, generalmente tessuto o cuoio.

## Storia
Il ditale è usato da millenni, con forme differenti in relazione al tipo di materiale da cucire, adeguandosi man mano allo sviluppo della struttura dell'ago.
I primi risalgono al neolitico e non si infilavano sulle dita, venivano tenuti nel palmo della mano e la proteggevano dalla cruna degli aghi, che allora erano molto grossi simili a spilloni o punteruoli. Erano fatti di pietra, bronzo e ferro.
Attrezzi simili si sono usati per la cucitura di vele o pelli fino al XVII secolo.
Il ditale vero e proprio compare più di duemila anni fa, con forma ad anello aperto sulla punta con incisioni concave distribuite sulla fascia. Anelli in ferro sono stati rinvenuti in Cina.
Il ditale chiuso si diffonde nel medioevo con forme bombate o ogivali. Se realizzati in metallo, anche se non prezioso, erano comunque costosi; quelli economici erano fatti di cuir bouilli, cioè pelle bollita.
Nei secoli seguenti vennero prodotti con materiali preziosi, si trasformarono in piccoli oggetti ornamentali, oltre che strumenti d'uso preziosi gioielli da esibire. Con scritte, disegni e motti, in smalto e porcellana, diventano oggetti commemorativi e da collezione.
All'inizio del XIX secolo cominciò la produzione industriale, il metallo diventa sottile, la punta abbastanza piatta e la distribuzione dei buchetti regolare.

## Materiali

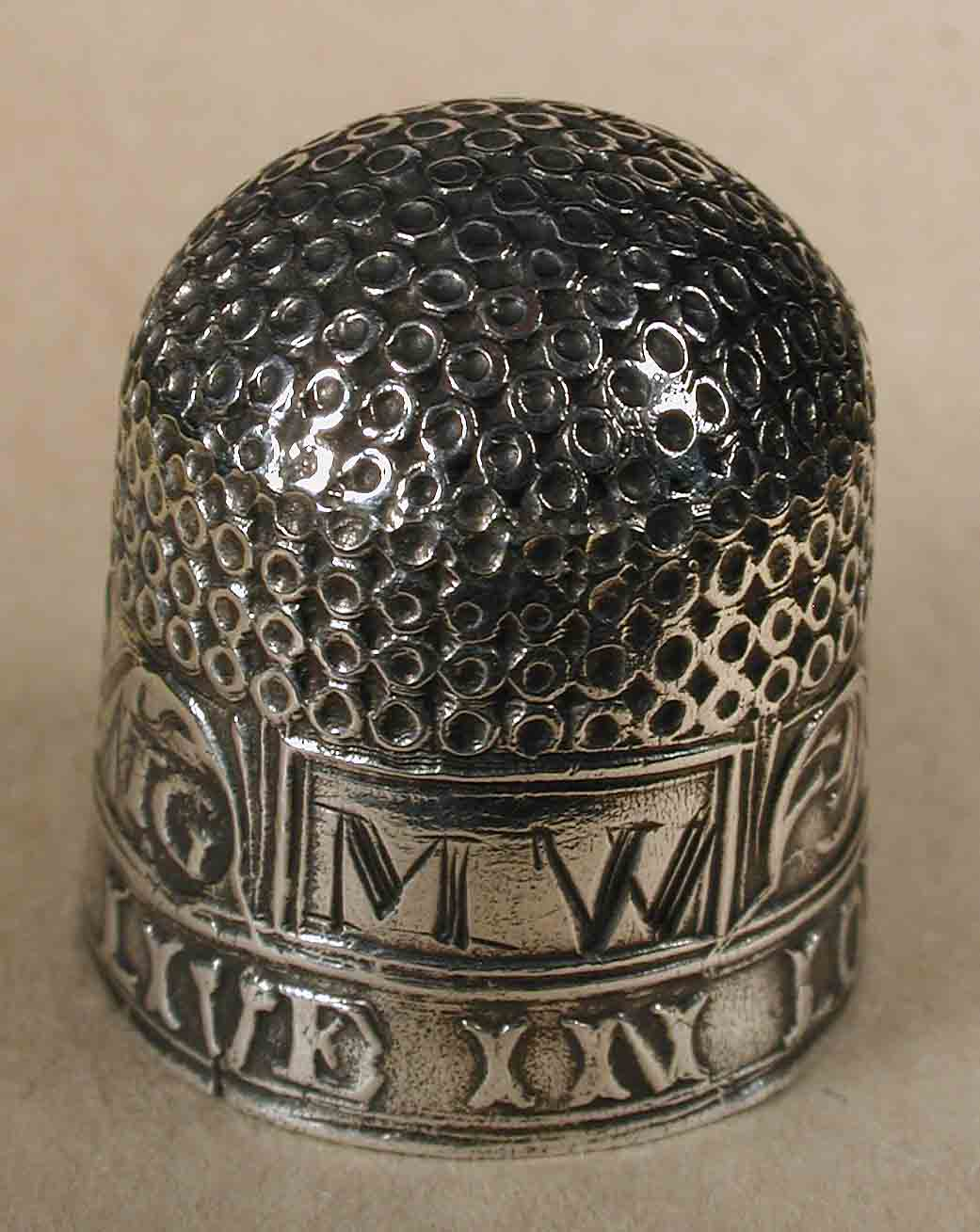
Ditale in argento

I ditali moderni sono realizzati in acciaio inossidabile ma possono essere costruiti con:
- vetro
- osso
- bronzo
- ferro
- avorio
- porcellana
- madreperla
- legno
- argento
- oro
- cellulosa